# SN 2004da
SN 2004da – supernowa typu Ia-pec odkryta 6 lipca 2004 roku w galaktyce NGC 6901. W momencie odkrycia miała maksymalną jasność 15,20m.